# پرسی کیلبراید
پرسی کیلبراید (انگلیسی: Percy Kilbride؛ ‏ ۱۶ ژوئیهٔ ۱۸۸۸ – ۱۱ دسامبر ۱۹۶۴) بازیگر اهل ایالات متحده آمریکا بود.
از فیلم‌هایی که وی در آن‌ها نقش داشته است، می‌توان به سوارکاری در اوج اشاره نمود.